# تپه و گورستان قیصه
تپه و قبرستان قیصه مربوط به هزاره اول و سدهٔ ۵ ه‍.ق است و در شهرستان بیجار، روستای الوند قلی واقع شده و این اثر در تاریخ ۷ مهر ۱۳۸۱ با شمارهٔ ثبت ۶۴۱۷ به‌عنوان یکی از آثار ملی ایران به ثبت رسیده است.